# NGC 2155
NGC 2155 је расејано звездано јато у сазвежђу Златна риба које се налази на NGC листи објеката дубоког неба.
Деклинација објекта је - 65° 28' 35" а ректасцензија 5h 58m 33,3s. Привидна величина (магнитуда) објекта NGC 2155 износи 12,6 а фотографска магнитуда 13,4. NGC 2155 је још познат и под ознакама ESO 86-SC45.